# Lormaye
Lormaye település Franciaországban, Eure-et-Loir megyében. Lakosainak száma 683 fő (2022. január 1.).

## Népesség
A település népességének változása:
| Lakosok száma | 531  | 520  | 562  | 623  | 655  | 665  | 661  | 665  | 676  | 683  |
|               | 1968 | 1982 | 1990 | 2006 | 2013 | 2015 | 2017 | 2019 | 2020 | 2022 |